# Джриа (Сачхерский муниципалитет)
Джриа (груз. ჯრია) — село в Грузии, в Сачхерском муниципалитете края Имеретия, в административной единице Чала.

## Расположение
Расположено на правом берегу реки Квирила, на высоте 670 метров над уровнем моря. Отдалено на 17 километров от города Сачхере.

## Население
По результатам официальной переписи населения 2014 года в селе Джриа проживало 198 человек (99 мужчин и 99 женщин).
| Год  | Численность, человек |
| ---- | -------------------- |
| 2002 | 284                  |
| 2014 | ▼ 198                |